# Rui Grácio
Rui dos Santos Grácio GOL • GOIP (Lourenço Marques, Moçambique, 1 de Agosto de 1921 — Lisboa, 30 de Março de 1991) foi um pedagogo, investigador das ciências da educação, que se notabilizou pelos seus estudos e investigações no domínio educacional, em particular nos campos da história da educação e do ensino em Portugal. Também desenvolveu estudos de psicopedagogia escolar da língua materna ao nível dos ensinos preparatório e secundário, sobre a modernização da metodologia do ensino da matemática elementar, da relação pedagógica e aprendizagem e do insucesso escolar e suas determinações sociais e institucionais; da metodologia do ensino da filosofia nos anos terminais do liceu.

## Biografia
Rui Grácio licenciou-se em Ciências Histórico-Filosóficas na Universidade de Lisboa e frequentou cursos de ciências pedagógicas nas Universidades de Lisboa e de Coimbra. Terminados os estudos, foi contratado como professor do Lycée Français Charles Lepierre, de Lisboa, funções que exerceu entre 1947 e 1972. Em 1961 colaborou na redação do Programa para a Democratização da República. Paralelamente, a partir de 1963 desenvolveu investigação científica sob a égide da Fundação Calouste Gulbenkian, instituição onde foi bolseiro. A convite de Delfim Santos, ingressou e dirigiu o Centro de Investigação Pedagógica da Fundação Gulbenkian, "onde planeou e orientou diversos cursos de aperfeiçoamento da especialidade sob solicitação do Sindicato dos Professores".
Naquele centro, realizou, orientou e coordenou estudos nos campos da história da educação e do ensino em Portugal e de diversas outras áreas das ciências da educação. Sob a sua orientação, o Centro de Investigação Pedagógica da Fundação Calouste Gulbenkian tornou-se um importante pólo de investigação pedagógica, organizando conferências, colóquios e seminários que trouxeram a Portugal conhecidos investigadores e especialistas em educação. Nessas mesmas funções, manteve um activo serviço de extensão cultural, o qual promovia acções de formação destinadas a docentes, algo ao tempo considerado inovador.
Após a Revolução dos Cravos de Abril de 1974 exerceu durante alguns meses funções governativas, como Secretário de Estado da Orientação Pedagógica no II e no III Governo Provisório, presididos por Vasco Gonçalves, que tomou posse em 30 de Setembro de 1974 e terminou o mandato em 26 de Março de 1975. Nesse período de governação operacionalizou políticas inovadoras, entre as quais a reforma da orientação dos estágios pedagógicos, a gestão colegial das escolas e a criação de área curricular de educação cívica.
Foi um dos fundadores do Partido Socialista, do qual pertenceu ao seu Conselho Diretivo.
É autor de estudos publicados em revistas e obras das quais se destacam: 
- A Reforma das Faculdades de Letras e a formação do magistério (1959);
- Educação e Educadores (1969);
- Os Professores e a reforma do ensino (1973).

Encontra-se colaboração da sua autoria no número 18, Maio de 1946, da revista Mundo Literário (1946-1948).
A 5 de Dezembro de 1991 foi feito Grande-Oficial da Ordem da Instrução Pública e a 8 de Novembro de 2001 foi feito Grande-Oficial da Ordem da Liberdade.